# Kristen Bording
Kristen Bording, né le 11 avril 1876 à Kragelund (Danemark) et mort le 26 septembre 1967 à Copenhague (Danemark), est un homme politique danois, membre des Sociaux-démocrates, ancien ministre et ancien député au Parlement (le Folketing).